# Morón, Mexiko
Morón är en ort i Mexiko.   Den ligger i kommunen Aldama och delstaten Tamaulipas, i den östra delen av landet, 400 km norr om huvudstaden Mexico City. Morón ligger 4 meter över havet och antalet invånare är 476.
Terrängen runt Morón är mycket platt. Havet är nära Morón åt sydost.  Morón är det största samhället i trakten. 